# Halowe Mistrzostwa Świata w Lekkoatletyce 2010 – bieg na 60 m kobiet
bieg na 60 metrów kobiet – jedna z konkurencji rozgrywanych podczas 13. Halowych Mistrzostw Świata w hali Aspire Dome w Dosze.
Wymagane minimum A do udziału w mistrzostwach świata wynosiło 7,37 (uzyskane w hali), bądź - 11,25 (wynik uzyskany w biegu na 100 metrów na stadionie). Eliminacje odbyły się 12 marca, a półfinały i finały zaplanowano na 14 marca. Jedyną reprezentantką Polski była sprinterka bydgoskiego Zawiszy Marika Popowicz, która swój udział w zawodach zakończyła na eliminacjach.
Z powodu dopingu LaVerne Jones-Ferrette (6,97) straciła srebrny medal zdobyty na tych mistrzostwach, srebro trafiło do trzeciej na mecie Amerykanki Carmelity Jeter, a brąz otrzymały Gabonka Ruddy Zang Milama i Jamajka Sheri-Ann Brooks.

## Terminarz
| Data          | Godzina | Runda      |
| ------------- | ------- | ---------- |
| 12 marca 2010 | 18:25   | Eliminacje |
| 14 marca 2010 | 16:10   | Półfinał   |
| 14 marca 2010 | 18:00   | Finał      |

## Rezultaty
| Poz. - pozycja \| CR - rekord mistrzostw \| NR - rekord kraju                                      |
| PB - rekord życiowy \| SB - najlepszy wynik w sezonie \| X - próba spalona \| – - pominięcie próby |

### Eliminacje
Do zawodów zgłoszono 35 sprinterek. W rundzie eliminacyjnej zawodniczki podzielono na pięć grup. Do półfinałów awansowały bezpośrednio 4 pierwsze zawodniczki z każdego biegu oraz dodatkowo 4, które we wszystkich biegach uzyskały najlepsze czasy wśród przegranych.
| Pozycja | Bieg | Zawodniczka                  | Reprezentacja                        | Czas | Uwagi |
| ------- | ---- | ---------------------------- | ------------------------------------ | ---- | ----- |
| 1       | 3    | LaVerne Jones-Ferrette       | Wyspy Dziewicze Stanów Zjednoczonych | 7.14 | Q     |
| 2       | 2    | Veronica Campbell-Brown      | Jamajka                              | 7.21 | Q     |
| 3       | 1    | Myriam Soumaré               | Francja                              | 7.22 | Q     |
| 4       | 2    | Chandra Sturrup              | Bahamy                               | 7.22 | Q     |
| 5       | 1    | Jewgienija Polakowa          | Rosja                                | 7.26 | Q     |
| 6       | 1    | Tahesia Harrigan             | Brytyjskie Wyspy Dziewicze           | 7.26 | Q, SB |
| 7       | 3    | Véronique Mang               | Francja                              | 7.27 | Q     |
| 8       | 4    | Carmelita Jeter              | Stany Zjednoczone                    | 7.30 | Q     |
| 9       | 5    | Ruddy Zang Milama            | Gabon                                | 7.31 | Q     |
| 10      | 5    | Sheri-Ann Brooks             | Jamajka                              | 7.32 | Q     |
| 11      | 4    | Yuliya Katsura               | Rosja                                | 7.34 | Q     |
| 12      | 3    | Ołesia Powch                 | Ukraina                              | 7.37 | Q     |
| 13      | 5    | Mikele Barber                | Stany Zjednoczone                    | 7.37 | Q     |
| 14      | 2    | Yasmin Kwadwo                | Niemcy                               | 7.38 | Q     |
| 15      | 4    | Digna Luz Murillo            | Hiszpania                            | 7.38 | Q     |
| 16      | 3    | Lena Berntsson               | Szwecja                              | 7.39 | Q     |
| 17      | 2    | Maria Aurora Salvagno        | Włochy                               | 7.41 | Q     |
| 18      | 4    | Iwet Łałowa                  | Bułgaria                             | 7.42 | Q     |
| 19      | 5    | Lina Grinčikaitė             | Litwa                                | 7.42 | Q     |
| 20      | 3    | Claire Brady                 | Irlandia                             | 7.43 | q     |
| 21      | 4    | Emma Rienas                  | Szwecja                              | 7.45 | q     |
| 22      | 5    | Folake Akinyemi              | Norwegia                             | 7.45 | q     |
| 23      | 1    | Joice Maduaka                | Wielka Brytania                      | 7.46 | Q     |
| 24      | 2    | Marija Riemień               | Ukraina                              | 7.46 | q     |
| 25      | 2    | Marika Popowicz              | Polska                               | 7.56 |       |
| 26      | 1    | Tatjana Mitic                | Serbia                               | 7.57 |       |
| 27      | 4    | Virgil Hodge                 | Saint Kitts i Nevis                  | 7.61 | SB    |
| 28      | 4    | Gloria Diogo                 | Wyspy Świętego Tomasza i Książęca    | 7.89 | SB    |
| 29      | 2    | Norjannah Hafiszah Jamaludin | Malezja                              | 7.90 | PB    |
| 30      | 1    | Martina Pretelli             | San Marino                           | 7.94 |       |
| 31      | 5    | Yelena Ryabova               | Turkmenistan                         | 8.27 |       |
| 32      | 3    | Hawwa Haneefa                | Malediwy                             | 8.31 | PB    |
| 33      | 5    | Angie Mangion                | Malta                                | 8.33 | PB    |
| 34      | 1    | Yvette Bennett               | Mariany Północne                     | 8.68 | PB    |
| –       | 3    | Feta Ahamada                 | Komory                               | DQ   |       |

### Półfinał
Rozegrano 3 półfinały. Awans do finału można było uzyskać zajmując pierwsze dwa miejsce w swoim biegu (Q). Skład końcowego biegu uzupełniono o dwie zawodniczki z legitymujące się najlepszymi czasami wśród przegranych (q).
| Pozycja | Bieg | Zawodniczka             | Reprezentacja                        | Czas | Uwagi |
| ------- | ---- | ----------------------- | ------------------------------------ | ---- | ----- |
| 1       | 2    | LaVerne Jones-Ferrette  | Wyspy Dziewicze Stanów Zjednoczonych | 7.05 | Q     |
| 2       | 1    | Veronica Campbell-Brown | Jamajka                              | 7.07 | Q, SB |
| 3       | 1    | Ruddy Zang Milama       | Gabon                                | 7.13 | Q, NR |
| 4       | 3    | Sheri-Ann Brooks        | Jamajka                              | 7.14 | Q, PB |
| 5       | 3    | Carmelita Jeter         | Stany Zjednoczone                    | 7.15 | Q     |
| 6       | 2    | Chandra Sturrup         | Bahamy                               | 7.20 | Q     |
| 7       | 3    | Myriam Soumaré          | Francja                              | 7.21 | q     |
| 8       | 1    | Tahesia Harrigan        | Brytyjskie Wyspy Dziewicze           | 7.22 | q, SB |
| 9       | 2    | Mikele Barber           | Stany Zjednoczone                    | 7.24 |       |
| 10      | 2    | Jewgienija Polakowa     | Rosja                                | 7.24 |       |
| 11      | 1    | Véronique Mang          | Francja                              | 7.28 |       |
| 12      | 3    | Digna Luz Murillo       | Hiszpania                            | 7.33 |       |
| 13      | 2    | Lina Grinčikaitė        | Litwa                                | 7.34 |       |
| 14      | 1    | Joice Maduaka           | Wielka Brytania                      | 7.35 |       |
| 15      | 3    | Yuliya Katsura          | Rosja                                | 7.38 |       |
| 16      | 1    | Emma Rienas             | Szwecja                              | 7.38 |       |
| 17      | 1    | Yasmin Kwadwo           | Niemcy                               | 7.39 |       |
| 18      | 3    | Claire Brady            | Irlandia                             | 7.40 |       |
| 19      | 2    | Iwet Łałowa             | Bułgaria                             | 7.41 |       |
| 20      | 3    | Marija Riemień          | Ukraina                              | 7.41 |       |
| 21      | 3    | Lena Berntsson          | Szwecja                              | 7.41 |       |
| 22      | 2    | Ołesia Powch            | Ukraina                              | 7.45 |       |
| 23      | 2    | Folake Akinyemi         | Norwegia                             | 7.47 |       |
| 24      | 1    | Maria Aurora Salvagno   | Włochy                               | 7.49 |       |

### Finał

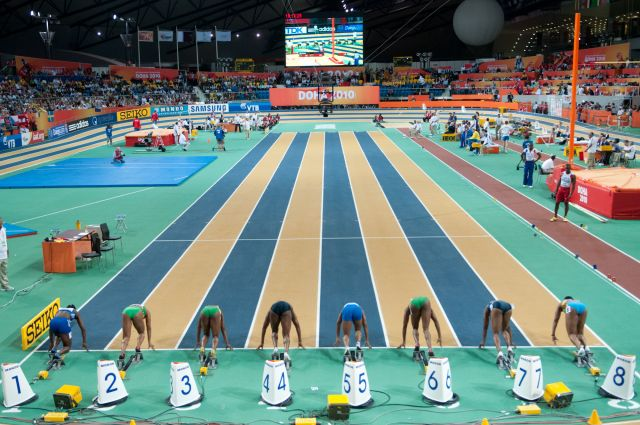
Start biegu finałowego

| Pozycja | Zawodniczka             | Reprezentacja                        | Czas   | Uwagi |
| ------- | ----------------------- | ------------------------------------ | ------ | ----- |
|         | Veronica Campbell-Brown | Jamajka                              | 7.00   | PB    |
|         | Carmelita Jeter         | Stany Zjednoczone                    | 7.05   |       |
|         | Ruddy Zang Milama       | Gabon                                | 7.14   |       |
|         | Sheri-Ann Brooks        | Jamajka                              | 7.14   | PB    |
| 5.      | Chandra Sturrup         | Bahamy                               | 7.16   | SB    |
| 6.      | Tahesia Harrigan        | Brytyjskie Wyspy Dziewicze           | 7.17   | SB    |
| 7.      | Myriam Soumaré          | Francja                              | 7.29   |       |
| DSQ     | LaVerne Jones-Ferrette  | Wyspy Dziewicze Stanów Zjednoczonych | (7.03) |       |